# Nagy Ibolya (színművész, 1962)
Nagy Ibolya (Szombathely, 1962. augusztus 19. –) magyar színésznő, Déryné-díjas énekesnő, operett primadonna, producer. A Dankó Rádió alapító szerkesztő - műsorvezetője, melyben 7 évig szerkesztette és vezette a minden nap hallható operettműsort.

## Életútja
Szombathelyen született és tanult 18 éves koráig. Gyermekként, 9 évesen már szólót énekelt a Tanárképző Főiskola kórusában, mellyel versenyekre és kórusfesztiválokra járt belföldön és külföldön egyaránt. Hegedülni és zongorázni tanult, de igazán komolyra a Konzervatóriumban vált a zene iránti elkötelezettsége. Ezt a Debreceni Zeneművészeti Főiskola követte, ahol magánének és zeneelmélet szakon végzett.
A diploma megszerzése után, a Miskolci Nemzeti Színház primadonnája lett, ahol énekelt operát, operettet, musicalt és játszott prózai főszerepet is, de igazából az operettek világában érezte a legjobban magát, mert itt minden együtt van, amit egy zenés színésznő kívánhat: csodálatos áriák, remek prózai villanások, zene, tánc. Elénekelte az operett irodalom legszebb női főszerepeit. Vendégművészeként fellépett az ország legnagyobb kőszínházaiban, a debreceni, szegedi, kecskeméti, soproni, veszprémi színházban és a Budapesti Operettszínházban is.
Férjnél van. Két gyermek édesanyja.
- 2001-ben az ELTE BTK-n kulturális menedzser másoddiplomát szerzett.
- 2001-től 2010-ig a Kovács József által alapított INTEROPERETT állandó tagja volt. Az Újévi gálakoncerteket a Magyar Televízió (és gyakran több ország televíziója is) élőben közvetítette.
- 2001-től gyakran koncertezik az USA-ban és Kanadában, de fellépett Ausztriában, Németországban, Svájcban, Izraelben, Angliában és Finnországban is.
- 2010 és 2012 között, egy osztrák-magyar koprodukcióban bemutatott Csárdáskirálynő, majd Cirkuszhercegnő címszerepében láthatta a német és magyar közönség.

- 2012 és 2020 között a Dankó Rádió felelős szerkesztő-műsorvezetője, melyben a Túl az Óperencián című operettműsort vezette és szerkesztette. Munkája azért is jelentős,  mert ezzel az operett műfaja ismét napi rendszerességgel, történelmi és zenei kontextusában jelent meg a közmédiában. A szerkesztés mellett több mint háromszáz művész kollégájával készített nagyinterjút.

- 2016-ban MASTER diplomát szerzett a Debreceni Egyetem Zeneművészeti Karának magánének szakán.

- 2020-tól ismét a színpadon áll.

- 2021-től a Túl az Óperencián Alapítvány kurátora is.

- 2022-ben fellép a Gózon Gyula Kamaraszínházban: Muskátli kabaré. Zenés életrajzi játék Berki Lili és Gózon Gyula életéről.

- 2023-tól már mint producer saját színházi előadásokat hoz létre, melyekben mint főszereplő is részt vesz. Elsőként Fényes Szabolcs és felesége, Csikós Rózsi életét álmodta színpadra. Fényes  - Klemen: Oda vagyok magáért... Életrajzi játék és koncert két felvonásban.
- 2023-ban egy Lehár meseoperettet segített színpadra állítani. Ebben a zenei dramaturgia mellett, dalszövegíróként is bemutatkozott. A darabot a Békéscsabai Jókai Színház is műsorra tűzte. Rendező-dramaturg: Bozsó József.

- 2024-ben újabb produkcióval, egy kisoperettel jelentkezett. Kálmán - Meskó: Te rongyos élet...avagy az "Én Kálmán Imrém!" A zeneszerző gyerekkori szerelme, egy öltöztetőnő szemszögéből látunk bele a szerző életébe, sikereibe, valamint abba a szintén veszélyes korba, melyben éltek és alkottak. A zenés vígjátékot nagy sikerrel adják elő országszerte.

## Fontosabb színházi szerepei
- Franz Schubert – Berté Henrik: Három a kislány...Médi
- Szigligeti Ede: Liliomfi...Mariska
- Békeffi István – Lajtai Lajos: Mesék az írógépről...Baba
- Huszka Jenő: Mária főhadnagy...Lebstück Mária
- Huszka Jenő: Lili bárónő...Lili bárónő
- Lehár Ferenc: Luxemburg grófja...Angele
- Móricz Zsigmond: Nem élhetek muzsikaszó nélkül...Pólika
- Kálmán Imre: Csárdáskirálynő...Sylvia
- Kálmán Imre: A cirkuszhercegnő...Fedora Palinska
- Kálmán Imre: Marica grófnő...Marica grófnő
- Pietro Mascagni: Parasztbecsület...Lola
- Szép Ernő: Háromlevelű lóhere...Marion
- Giuseppe Verdi: Traviata...Annina
- Johann Strauss: A cigánybáró...Szaffi
- Wolfgang Amadeus Mozart: A varázsfuvola...I. dáma
- Alan Jay Lerner – Frederick Loewe:My fair lady...Eliza
- Jacobi Viktor: Sybill...Sybill
- Jacobi Viktor: Leányvásár...Lucy
- Ábrahám Pál: Bál a Savoyban...Madeleine
- Ábrahám Pál: Viktória...Viktória
- Görgey Gábor – Illés Lajos: Csongor és a Tündér...Tünde
- Szirmai Albert: Mágnás Miska...Rolla

## Filmek, tv
- Interoperett újévi koncertek - Duna Televízió
- "Jöjj vissza hozzám..." - Kovács József születésnapi műsora
- Jó ebédhez szól a nóta - Duna Televízió

## Díjak, elismerések
- Déryné-díj (1993)